# Ivan Grasje
Ivan Iosifovitj Grasje (ryska: Иван Иосифович Граше), född Jan Hraše, 1880 i Lišov i Kungariket Böhmen i Österrike-Ungern (nu Tjeckien), död (avrättad ) 1 februari 1937 i Moskva, var en sovjetisk ekonom av tjeckiskt ursprung. Han var sakkunnig vid folkkommissariatet för tung industri (Narkomtiazjprom).
Under den den stora terrorn greps Grasje i oktober 1936 och åtalades vid den andra Moskvarättegången; enligt åtalet skulle han ha gjort sig skyldig till spionage för Tysklands och Japans räkning samt varit delaktig i sabotage. Grasje dömdes till döden och avrättades genom arkebusering. Han rehabiliterades 1963.